# Baie d'Audierne (îles Kerguelen)
Pour les articles homonymes, voir Audierne (homonymie).
Ne doit pas être confondu avec Baie d'Audierne.
La baie d'Audierne est une baie située sur la côte sud de la Grande Terre de l'archipel des Kerguelen entre la péninsule Rallier du Baty à l'ouest et la péninsule Gallieni à l'est.

## Géographie
Située par une latitude de 49° sud et 70° est, la baie d'Audierne inclut notamment les îles du Prince-de-Monaco et les îlots Joubin. Elle permet également l'accès aux baies annexes de la côte de la Grande Terre que sont d'ouest en est :
- Baie de la Mouche
- Anse Duguay-Trouin
- Baie de Chimay
- Baie de la Table et son prolongement, le fjord des Portes Noires
- Baie Larose et son prolongement, le fjord Larose